# Włodzimierz Paygert
Włodzimierz Maria Prus-Paygert (ur. 7 listopada 1896 w Streptowie, zm. 10 kwietnia 1945 w Krakowie) – porucznik Wojska Polskiego, burmistrz Sądowej Wiszni i Limanowej.

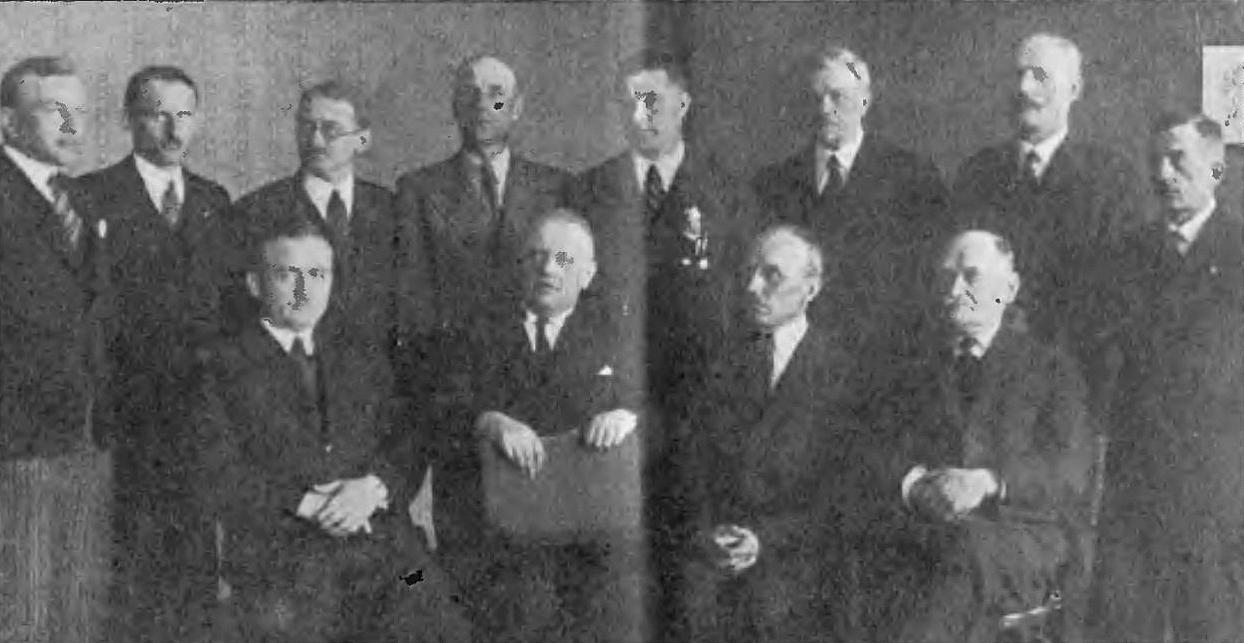
Włodzimierz Paygert widoczny na zdjęciu podczas wręczenia obywatelstwa honorowego dr. Janu Pomiankowskiemu (1936)

## Życiorys
Urodził się 7 listopada 1896 r. w Streptowie, w rodzinie Jana i Leontyny z Truskolaskich h. Ślepowron (1863–1941). Był bratem Zbigniewa Paygerta. W 1914 r. ukończył VII klasę w C. K. Gimnazjum we Lwowie. W 1915 zdał maturę w Prywatnym Gimnazjum im. Adama Mickiewicza we Lwowie (w jego klasie był Witold Scheuring). 
I wojna światowa uniemożliwiła mu ukończenie studiów wyższych (studiował medycynę na Uniwersytecie Lwowskim). W latach 1918–1921 służył ochotniczo w Wojsku Polskim; jako podporucznik WP w pociągu pancernym „Wilk” uczestniczył m.in. w 1919 r. w akcji gen. Żeligowskiego na Wileńszczyźnie, jako ochotnik brał udział w wojnie polsko-bolszewickiej, a w III powstaniu śląskim należał do załogi pociągu pancernego „Piłsudczyk”. Po wojnie, od 1922 r. pracował w kopalni w Krużlowej, następnie w firmie Vacuum Oil Company w Czechowicach-Dziedzicach. Z kolei pracował w administracji majątków Sądowa Wisznia, którego właścicielem był jego szwagier Krzysztof Mars. 
W 1922 roku został zweryfikowany w stopniu porucznika ze starszeństwem z dniem 1 czerwca 1919 r. w korpusie oficerów rezerwowych sanitarnych, grupa podlekarzy. Posiadał przydział w rezerwie do 4 batalionu sanitarnego w Łodzi. W 1934 roku pozostawał w ewidencji Powiatowej Komendy Uzupełnień Gródek Jagielloński, jako porucznik ze starszeństwem z dniem 1 czerwca 1919 roku w korpusie oficerów rezerwy administracji, grupa oficerów administracji sanitarnych. Posiadał przydział do Kadry Zapasowej 5 Szpitala Okręgowego w Krakowie.
W tym samym roku został burmistrzem Sądowej Wiszni i funkcję tę pełnił do wybuchu II wojny światowej. W 1936 r. nie przyjął uchwalonej przez radę miejską podwyżki swojego uposażenia.
Pełnił wiele funkcji politycznych i społecznych. Był m.in. prezesem BBWR, OZN, LOPP, OSP, wiceprezesem powiatowego Związku Strzeleckiego, członkiem zarządu ZOR i Związku Rezerwistów.
Zimą 1939/40 w czasie okupacji sowieckiej przechodząc po zamarzniętym Sanie, przez zieloną granicę niemiecko-sowieckiej linii demarkacyjnej przedostał się do Przemyśla. Później przebywał w Limanowej w dobrach wuja swojej żony Zygmunta Marsa. Zatrudniony w majątku Stara Wieś, za namową rodziny Marsów, zgodził się przyjąć niebezpieczną (w okupacyjnych warunkach) funkcję burmistrza Limanowej, urząd swój sprawował do lipca 1944 r. W 1942 r. wraz z Grzegorzem Marsem i rządcą majątku p. Śliwą zostali aresztowani przez nowosądeckie Gestapo. Powodem aresztowania było podejrzenie, że w folwarku Marsów ukrywali się polscy oficerowie, których Niemcy aresztowali przy próbie przedostania się na Węgry. Po kilku miesiącach wszyscy zostali zwolnieni. Na początku okupacji Niemcy wzięli Paygerta jako zakładnika, cudem się uratował. W obawie przed powtórzeniem się tej sytuacji, w 1944 r., gdy urząd miasta był już nieczynny, a Niemcy z Limanowej powoli się wycofywali, zabrał on część dobytku rodzinnego i udał się do Krakowa, znajdując schronienie w mieszkaniu krewnej. Po zakończeniu okupacji Paygert pracował w księgowości zakładów odzieżowych w Krakowie, gdzie dosięgła go ręka NKWD. Aresztowany zimą 1945 r., 10 kwietnia 1945 r. zmarł w więzieniu UB w Krakowie. Pochowany na cmentarzu Rakowickim w Krakowie (kwatera XVIII-12-33). 
Włodzimierz Paygert od 30 sierpnia 1921 r. był żonaty z Marią Florentyną Mars (1894–1977) h. Noga, córką Kazimierza, właściciela majątku i zakładu leczniczego Pustomyty i Władysławy z Marsów. Miał potomstwo: 1. Iwo Maria Jerzy (1922-1944), wykazywał zdolności malarskie, żołnierz 1 Pułku Strzelców Podhalańskich, zginął z rąk niemieckich w Zabrzeży k. Łącka, 2. Jan Dominik (1925-2013), żołnierz 1 Pułku Strzelców Podhalańskich, uczestnik wielu akcji AK na Podhalu, także potyczki, w której zginął jego brat Iwo; ekonomista, oż. z Alicją Okoń (1928-2009), pochodzącą z Iłży, jego dzieci: a) Barbara Sosin, Paweł, czworo wnucząt i prawnuki; 3. Anna Maria Kinga (1932-2009), ekonomistka, wieloletni pracownik przemysłu naftowego, zamężna za Aleksandrem Stefanem hr. Łosiem (1926-1991), prawnikiem i ekonomistą, mieli dwóch synów: Macieja Krzysztofa i Piotra Szymona; 4. Jadwiga Maria Teresa (ur. 1938), historyk (UJ), wieloletni pracownik służby zdrowia, zamężna za prof. dr hab. Włodzimierzem Rzeszutko (UJ), dwóch synów: Marcin (ur. 1971), Łukasz (ur. 1971), ma sześcioro wnucząt.

## Ordery i odznaczenia
- Krzyż Niepodległości z Mieczami (za udział w I wojnie światowej)[potrzebny przypis]
- Medal Pamiątkowy za Wojnę 1918–1921[2]